# Ménessaire
Ménessaire è un comune francese di 69 abitanti situato nel dipartimento della Côte-d'Or nella regione della Borgogna-Franca Contea. Geograficamente, il territorio comunale è distaccato dal resto della Côte-d'Or. Forma un'exclave al limite dei dipartimenti della Nièvre e della Saône-et-Loire a sei chilometri dal resto del dipartimento.

## Società

### Evoluzione demografica
Abitanti censiti